# Liza Colón-Zayas
Liza Colón-Zayas (Nueva York, 1972) es una actriz y dramaturga estadounidense. Es conocida por interpretar a Tina Marrero en la serie de comedia dramática The Bear, por el cual ganó un Premio Emmy.

## Primeros años de vida
Nació como Liza Colón en 1972 en el distrito del Bronx de la ciudad de Nueva York. Obtuvo su licenciatura en teatro en SUNY Albany. Creció en una familia puertorriqueña.

## Carrera
Colón-Zayas inició su carrera en el circuito teatral off-broadway. Irrumpió en el teatro convencional cuando escribió, produjo y protagonizó un espectáculo unipersonal titulado Sistah Supreme, una obra semiautobiográfica en la que narra su crecimiento como mujer latina en Nueva York durante las décadas de 1970 y 1980.
Colón-Zayas ha sido miembro del LAByrinth Theatre Company, un grupo de actores itinerantes con sede en Nueva York, desde su fundación en 1992. En el escenario, originó el papel de Norca en las producciones off-Broadway de Our Lady of 121st Street y el papel de Haiku Mom en la adaptación del libro de la ganadora del Pulitzer Quiara Alegría Hudes, Water By The Spoonful. En 1999, apareció en la obra dirigida por Philip Seymour Hoffman, In Arabia, We'd All Be Kings.
Uno de los papeles más memorables de Colón-Zaya para los espectadores fue el de "La Dama de la Iglesia" en el drama ganador del Premio Pulitzer de Stephen Adly Guirgis Between Riverside and Crazy, que presentó la Atlantic Theatre Company en 2014 y luego Second Stage Theatre en 2015. Colón-Zayas obtuvo un premio Lucille Lortel a la mejor actriz de reparto por su interpretación. Continuó interpretando el papel una vez más en 2022 en Broadway en el Hayes Theatre de Second Stage.
En 2021, fue honrada en la Dramatists Guild Foundation con el premio Madge Evans y Sidnet Kingsley. El premio más antiguo de la DGF honra a un dramaturgo y actriz de teatro en mitad de su carrera por su excelencia en el teatro.
En la pantalla grande, apareció en United 93 (2006), Righteous Kill (2008) y la película de acción y terror de 2016 The Purge: Election Year.
Colón-Zayas también ha aparecido en series de televisión como Sex and the City, Law & Order: Special Victims Unit, Blue Bloods, Dexter y muchas más. En 2019, obtuvo su primer papel recurrente en el drama de corta duración de OWN, David Makes Man, y en 2021, se unió al elenco del drama ganador del Emmy, In Treatment, como Rita.
En 2022, Colón-Zayas saltó a una fama significativa al comenzar a protagonizar la serie de comedia dramática aclamada por la crítica de Hulu, The Bear, interpretando a Tina Marrero. Ha recibido elogios de la crítica por su interpretación, incluido un premio Screen Actors Guild y un premio Imagen.
Protagonizó la comedia de fantasía animada de acción real, IF de John Krasinski, estrenada en 2024.

## Vida personal
Colón-Zayas está casada con el actor David Zayas, conocido por su papel de Ángel Batista en Dexter de Showtime. Zayas aparece en la tercera temporada de The Bear como el esposo de su personaje.

## Filmografía

### Película
| Año  | Título                   | Rol                    | Notas         |
| ---- | ------------------------ | ---------------------- | ------------- |
| 1995 | The Keeper               | C.O. Melendez          |               |
| 2002 | Unfaithful               | Profesora              |               |
| 2002 | Apartment #5C            | Yolanda                |               |
| 2004 | Keane                    | 1era agente de boletas |               |
| 2005 | Heights                  | Ana                    |               |
| 2006 | Freedomland              | Bea                    |               |
| 2006 | United 93                | Waleska Martinez       | [ 15 ]        |
| 2007 | Goodbye Baby             | Presentadora           |               |
| 2008 | Righteous Kill           | Jueza Angel Rodriguez  |               |
| 2011 | Margaret                 | Enfermera              |               |
| 2012 | Won't Back Down          | Yvonne                 | [ 16 ]        |
| 2013 | All Is Bright            | Madre de Six           |               |
| 2015 | The Stockroom            | April                  |               |
| 2016 | The Purge: Election Year | Dawn                   |               |
| 2016 | All at Once              | Linda Ramirez          |               |
| 2016 | Collateral Beauty        | Mama de Trevor         |               |
| 2017 | Lost Cat Corona          | Jasmine                |               |
| 2018 | Breaking Brooklyn        | Srta. Cruz             |               |
| 2020 | Before/During/After      | Juanita                |               |
| 2021 | Naked Singularity        | Liszt                  | [ 17 ] [ 18 ] |
| 2022 | Allswell in New York     | Daisy                  | [ 19 ]        |
| 2023 | Cat Person               | Oficial Elaine         |               |
| 2024 | IF                       | Janet                  |               |

### Televisión
| Año           | Título                            | Rol                              | Notas                                              |
| ------------- | --------------------------------- | -------------------------------- | -------------------------------------------------- |
| 1994          | New York Undercover               | Oradora                          | Episodio: "Los Macheteros"                         |
| 2000          | Deadline                          | Trabajadora social               | Episodio: "Daniel in the Lion's Den"               |
| 2001          | Third Watch                       | Maria                            | Episodio: "Adam 55-3"                              |
| 2002–2022     | Law & Order                       | Luisa / Sherry Velez / Lara Vega | 3 episodios                                        |
| 2004          | Sex and the City                  | Melita                           | Episodio: "Splat!"                                 |
| 2004          | Hope & Faith                      | Rusti                            | Episodio: "Queer as Hope"                          |
| 2004–2015     | Law & Order: Special Victims Unit | Dolores Rodriguez / Cyndi        | 3 episodios                                        |
| 2005          | Jonny Zero                        | Lucia                            | Episodio: "La Familia"                             |
| 2006          | Conviction                        | M.E. Muldoon                     | Episodio: "Breakup"                                |
| 2006          | The Bedford Diaries               | Dra. Stern                       | Episodio: "Abstinence Makes the Heart Grow Fonder" |
| 2007          | Rescue Me                         | Sarah                            | Episodio: "Balance"                                |
| 2008          | House                             | Maria                            | Episodio: "Emancipation"                           |
| 2009          | Taking Chance                     | Agente de boletas                | Película para televisión                           |
| 2009          | Nurse Jackie                      | Srta. Armando                    | Episodio: "School Nurse"                           |
| 2010          | How to Make It in America         | Gloria                           | Episodio: "Big in Japan"                           |
| 2010          | Dexter                            | Paloma Aragon                    | Episodio: "Take It!"                               |
| 2011          | Louie                             | Miss Hernandez                   | 2 episodios                                        |
| 2011          | Hung                              | Gloria                           | Episodio: "The Whole Beefalo"                      |
| 2013          | Assistance                        | Dorothy                          | Película para televisión                           |
| 2015          | Get Some!                         | Mickie Martell                   | Episodio: "Chopped"                                |
| 2016          | Unforgettable                     | Laura Barton                     | Episodio: "Bad Company"                            |
| 2016          | Blue Bloods                       | Ana Baez                         | Episodio: "Stomping Grounds"                       |
| 2016          | The Pearl                         | Eileen Rosado                    | Película para televisión                           |
| 2017          | Bull                              | ADA Jessica Goodman              | Episodio: "Already Gone"                           |
| 2018          | Titans                            | Detective Jessica Perez          | 2 episodios                                        |
| 2019          | Proven Innocent                   | Lucia Rincon                     | Episodio: "Pilot"                                  |
| 2019          | David Makes Man                   | Directora Fallow                 | 6 episodios                                        |
| 2021          | In Treatment                      | Rita Ortiz                       | 6 episodios                                        |
| 2022-presente | The Bear                          | Tina Marrero                     | Principal, 26 episodios                            |

### Teatro
| Año  | Título                                | Rol                                      | Notas                                         |
| ---- | ------------------------------------- | ---------------------------------------- | --------------------------------------------- |
| 1995 | ¡Olé!                                 | Liza (Sistah Supreme)                    | «Off-Broadway»; Dramaturga                    |
| 1999 | In Arabia, We'd All Be Kings          | Daisy                                    | Elenco original, «Off-Broadway»               |
| 2003 | Our Lady of 121st Street              | Norca                                    | «Off-Broadway»                                |
| 2003 | Living Out                            | Zoila Tezo                               | «Off-Broadway»                                |
| 2005 | The Last Days of Judas Iscariot       | Gloria / Modre Teresa                    | «Off-Broadway»                                |
| 2007 | A View From 151st Street              | Lea                                      | «Off-Broadway»                                |
| 2008 | The Little Flower of East Orange      | Magnolia / Enfermera 1 / Papa Juan XXIII | «Off-Broadway»                                |
| 2009 | Othello                               | Emilia                                   | «Off-Broadway»                                |
| 2012 | Water by the Spoonful                 | Haiku Mom                                | Producción de Second Stage Theater            |
| 2014 | Between Riverside and Crazy           | Señora de Iglesia                        | Producción de Atlantic Theater                |
| 2015 | Between Riverside and Crazy           | Señora de Iglesia                        | Producción de Second Stage Theater            |
| 2017 | Mary Jane                             | Sherrie                                  | Producción de New York Theatre Workshop       |
| 2017 | The Blameless                         | Amanda Garcia                            | Regional                                      |
| 2019 | Halfway Bitches Go Straight to Heaven | Sarge                                    | Estreno en el Atlantic Theatre's Off-Broadway |
| 2022 | Between Riverside and Crazy           | Señora de iglesia                        | Producción original de Broadway               |